# Cryptophagus lemonchei
Cryptophagus lemonchei is een keversoort uit de familie harige schimmelkevers (Cryptophagidae). De wetenschappelijke naam van de soort werd in 1985 gepubliceerd door Otero & Gonzalez.